# Chemin de fer de La Réunion

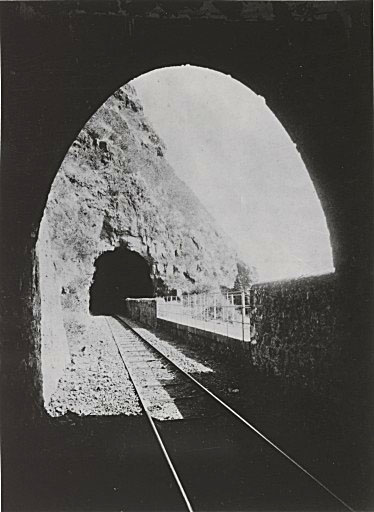
La sortie d'un tunnel ferroviaire à Saint-Denis à la fin du XIXe siècle.

Carte du tracé du chemin de fer de la Réunion.

Le chemin de fer de La Réunion  est un ancien chemin de fer côtier de l'île de La Réunion, département d'outre-mer français dans l'océan Indien.
Construite à partir de 1878, l'unique ligne presque circulaire reliait Saint-Benoît à Saint-Pierre en passant par Saint-Denis et Saint-Paul. Elle permettait un transport plus rapide  vers les ports des chargements de cannes et de sucre qui étaient autrefois assurés par des mules.
La ligne cessa de fonctionner en 1976 à l'exception d'une liaison touristique à la Grande Chaloupe.

## La Compagnie du Chemin de fer et Port de La Réunion
A l'initiative de deux entrepreneurs, l'ingénieur Alexandre Lavalley, qui a travaillé sur le creusement du canal de Suez, et de Eugène Pallu de la Barrière, un riche homme d'affaires, le projet avant tout économique voit le jour en 1875 : il s'agit de combiner un chemin de fer drainant les marchandises intérieures (surtout la canne à sucre) de Saint-Pierre à Saint-Benoît, avec un port en eau profonde capable d'accueillir les nouveaux bateaux à vapeur rapides passant par Suez, ce port étant situé à la Pointe des Galets. Après deux ans de discussions auprès des pouvoirs publics, la Compagnie du Chemin de fer et Port de La Réunion obtient la charge d’exécuter les travaux de construction du chemin de fer et du port commandés par l’État, par le biais d'une convention approuvée en 1877, avec une garantie de recette annuelle de 192 500 francs d'une durée de 99 ans, qui néanmoins entre dans le partage des bénéfices de l'exploitation entre la Compagnie et l'État.
Le relief difficile retarde la réalisation du chemin de fer qui mobilise de nombreux ouvriers : creusement d'un tunnel dans la montagne entre la Possession et Saint-Denis, construction d'une cinquantaine de ponts en pierre et métalliques et de centaines de ponceaux. Près de 8 000 ouvriers sont embauchés, Réunionnais mais aussi Malgaches, Africains de l'Est, Arabes d'Égypte et d'Aden et de Somalie, Indiens, Mauriciens, Européens, ouvriers ayant travaillé pour certains sur le canal de Suez, Italiens du Piémont pour le creusement du tunnel. Au moins 150 morts (déclarés par la Compagnie) seront à déplorer au cours de ces chantiers titanesques.  
Au terme d'importants efforts, c'est une liaison de 126,2 kilomètres qui est mise en service le 20 février 1882. Le tracé comporte 12 gares et 27 haltes de Saint-Benoît, Saint-Denis, La Grande Chaloupe, Saint-Paul, Saint-Leu, Étang-Salé les Bains, jusqu'à Saint-Pierre. La vitesse moyenne est de 20-25 km/h.
Les dépenses ont légèrement dépassé les devis initiaux, mais en 1883 on constate que les recettes d'exploitation couvrent les frais.
Quant au creusement du port, la compagnie connaît à partir de 1883 de graves difficultés liées à la découverte d’un banc de roches constituant un mur d’une trentaine de mètres d’épaisseur, enchâssé dans un terrain très dur et traversant l’avant-port de part en part. Face à cet imprévu majeur des travaux, les dépenses sont nettement supérieures aux prévisions.
Elle présente alors au Ministère de la Marine et des Colonies un projet de convention permettant d’injecter de nouveaux fonds. Le ministre accepte la demande par la convention du 26 mai 1883, mais cette convention doit être validée par les Chambres. Après des discussions longues et difficiles notamment lors de l’examen par les députés, un nouveau cadre financier est proposé à la Compagnie.
La compagnie entame l’exploitation qui continue en 1887, les recettes du port et du chemin de fer s’élèvent à un million de Francs[réf. souhaitée], équilibrant les dépenses d’exploitation mais ne permettant pas à la compagnie de payer à l’État la part des recettes brutes qui lui revient d’après la convention.
Le port ne reçoit alors qu’un quart du trafic de l’île : « On ne change pas en quelques mois des habitudes séculaires, et les Marines, encouragées par la situation précaire de la Compagnie qui était connue, ont essayé de soutenir une lutte que la force des choses condamne à une fin prochaine » dira le directeur dans un rapport en 1887[réf. souhaitée]. La Compagnie informe alors le ministère qu’il lui serait impossible de continuer l’exploitation au-delà du 1er janvier 1888. L’État prononce alors, par arrêté ministériel du 2 décembre 1887, la déchéance de la Compagnie du Chemin de Fer et du Port de La Réunion, ruinée par le coût des travaux et l’absence de bénéfices de fonctionnement. Le CPR devient alors propriété de l’État de 1888 à 1950[réf. souhaitée].

## La Compagnie du Chemin de Fer de la Réunion
En 1950, le CPR est dissous par décret. Une nouvelle compagnie, le C.F.R. (Chemin de Fer de la Réunion) est créée dans la foulée en 1951, sous régie départementale. Les activités portuaires et ferroviaires sont désormais dissociées, le port étant géré par la Chambre de Commerce.
Cette aventure ferroviaire qui a bouleversé la société réunionnaise a duré 80 ans puis va progressivement péricliter. Au fil des ans, des tronçons vont être fermés en raison du coût élevé dû à l'entretien (déraillements fréquents dus à l'étroitesse des voies, endommagement des infrastructures lors des cyclones) et en raison du développement du réseau routier (route du littoral entre autres).

### Fermeture des lignes
- 1955 : fermeture de la liaison du Sud, entre Le Port et Saint-Pierre.
- 1963 : fermeture de la liaison Nord, de Saint-Denis à Saint-Benoît.
- 1976 : les onze derniers kilomètres restants entre Saint-Denis et La Possession sont supprimés[3].

## Impact social
L'activité grandissante du CPR a permis la création d'une nouvelle commune, celle du Port en 1895, la Pointe des Galets étant auparavant sur le territoire de Saint-Paul.
L'activité économique d'exportation des marchandises, notamment de la canne à sucre, vocation première du chemin de fer, a bénéficié aux Réunionnais qui ont pu se déplacer beaucoup plus facilement le long des côtes. La mobilité a été aussi celle des idées, des informations. En 1938, on comptait 12 heures de voyage entre Saint-Benoît et Saint-Pierre, là où il fallait 2 à 3 jours de cheval 50 ans plus tôt.
Les trains spéciaux étaient aussi sources d'attraction et d'animation : train de la reine Ranavalona III de Madagascar en exil en 1897, celui du prince Vinh San en 1916, du chef marocain Abd el-Krim al-Khattabi en 1926. Le "train des maris" a permis la vogue du tourisme balnéaire à Saint-Gilles les Bains. En 1914, il y a eu aussi les trains de soldats (près de 8 % de la population réunionnaise engagée dans le conflit).
La Compagnie dite communément "le CPR", est le plus gros employeur de l'île : entretien des machines et des voies, conduite, dockers, emplois d'auxiliaires lors de la saison de la coupe de la canne. Les Ateliers de la Pointe des Galets ont un savoir faire reconnu dans la zone géographique en termes de réparation et de construction. Le CPR est aussi la première entreprise dans l'île à réunir autant de travailleurs : marins, dockers et cheminots se côtoyant, c'est ainsi que le syndicalisme a vu le jour avec des revendications sociales pour de meilleures conditions de salaire, de travail, de protection sociale et d'éducation. Les premières grèves ont lieu en 1912. Proche de la C.G.T., la Fédération Réunionnaise du Travail  est créée en 1936. Les grèves de janvier 1937 voient émerger des leaders comme Léon de Lépervenche, faisant aussi de la ville du Port le "bastion de la classe ouvrière". Les employés du CPR luttent aussi pour la suppression du statut colonial, qui prend fin en 1946 avec la départementalisation. Mais la puissance syndicale diminuera avec la division en 1951 des activités portuaires et ferroviaires et les difficultés d'équilibre financier de la Compagnie engendrant des suppressions d'emploi.

## LeTi train lontanaujourd'hui

### L'association de sauvegarde
Le chemin de fer survit sur un petit tronçon de quatre kilomètres grâce à l'implication de personnes travaillant bénévolement.
En janvier 1987, l'association du Ti Train Lontan voit le jour et perdure encore aujourd'hui grâce au dévouement de passionnés, Gérard Chotard, Eric Boulogne et Patrick Labonté. C'est à la gare de la Grande Chaloupe qu'ils ont élu domicile. Dans un premier temps, il leur a fallu rapatrier le matériel disséminé dans toute l'île : un autorail Billard à Étang-Salé, un autre aux Archives départementales à Saint-Denis, une locomotive à vapeur à la Bibliothèque départementale, une voiture de voyageurs à Sainte-Suzanne. Six mois seront nécessaires pour y parvenir. Le projet a été rapidement soutenu par le conseil régional de la Réunion et la commune de Saint Denis, mais jamais celle de La Possession alors que le siège social est sur cette commune[réf. nécessaire].
La rénovation des voies et des autorails a été fortement stimulée par l'implication du Ti Train dans un projet artistique hors norme de 1990 à 1996, celui d'Emmanuel Genvrin et de la troupe Vollard, créateur du spectacle Lepervenche, chemin de fer. Il y a eu en effet 113 représentations sur cinq ans et 34 000 personnes transportées jusqu'au lieu de spectacle, à bord d'autorail .
À ces années d'intenses activités ont succédé celles où le Ti Train est resté en sommeil lorsqu'il a fallu que les ponts soient restaurés. Ainsi, en 2023, l'autorail entreposé dans le tunnel entre Saint-Denis et La Grande-Chaloupe ne peut pas en sortir d'un côté du fait de la faiblesse du pont ni de l'autre à cause de la présence d'une colonie de salanganes.

### Quel avenir pour le Ti train?
Les projets ne manquent pas et le souhait de voir le Ti Train parcourir à nouveau l'itinéraire de La Grande Chaloupe à Saint-Denis reste envisagé. Le problème réside dans l'entretien des voies. Les quatre kilomètres que le Ti Train empruntent, sont aujourd'hui bien difficiles à entretenir pour l'association. On aurait pu rêver d'une extension du trajet vers le littoral mais lorsque les voies de chemin de fer ont été démantelées dans les années 1950, les riverains se sont approprié les terrains de la plate-forme ferroviaire[réf. souhaitée].
Le lieu de la Grande Chaloupe avec ses lazarets est un lieu patrimonial remarquable. Mais d'après un des initiateurs du projet de sauvegarde, il semble que l'intérêt pour le train se soit estompé à partir de 2005. En 2019, il est constaté que le matériel sauvegardé se dégrade.

### Éléments remarquables du patrimoine ferroviaire

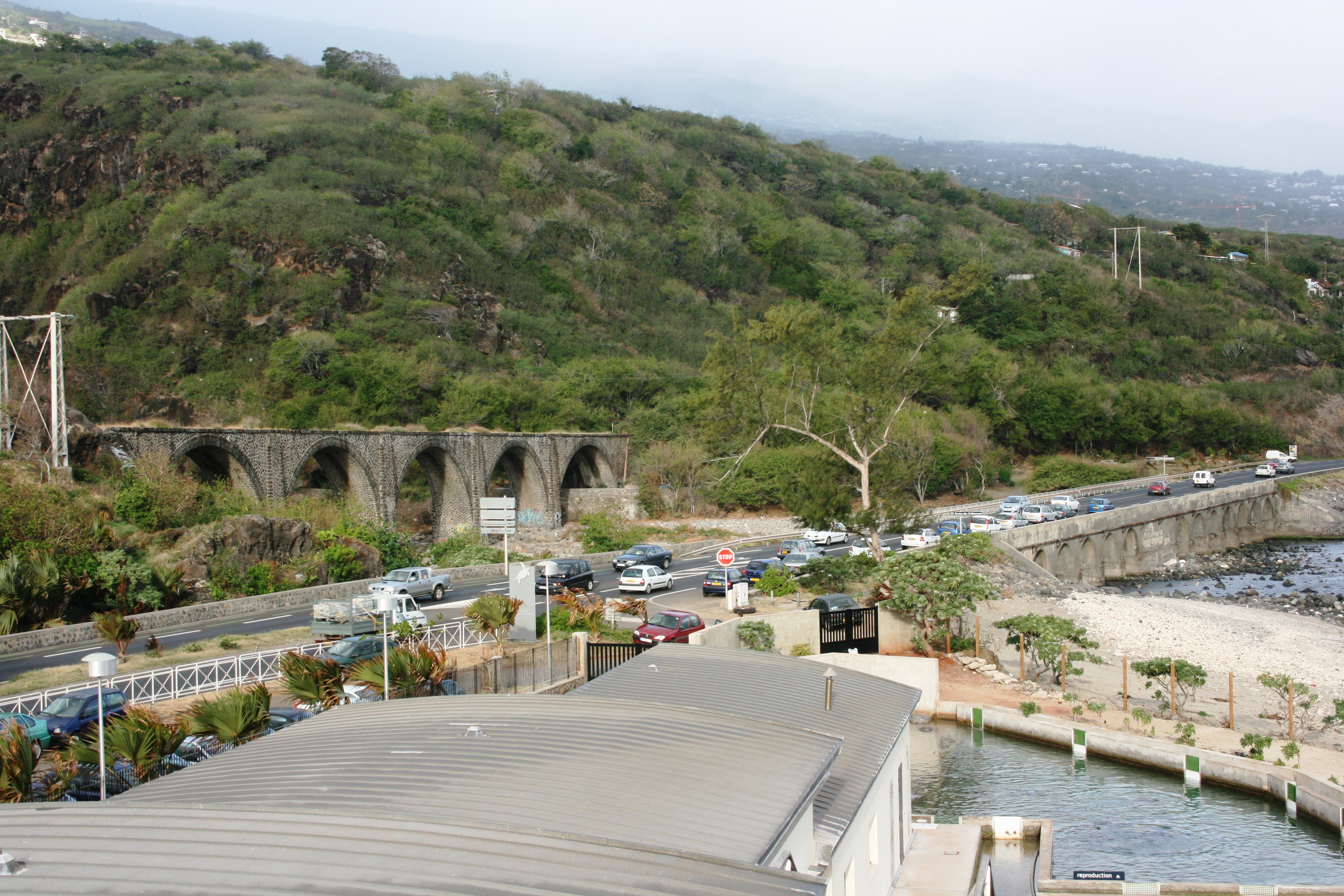
Les deux derniers ponts en aval de la ravine des Colimaçons vus depuis la tour d'observation de Kélonia, à Saint-Leu.

De nombreuses gares sont encore visibles sur le tracé de l'ancienne voie du chemin de fer.
Parmi ces bâtiments, la gare de la Grande Chaloupe, petit bâtiment caractérisé par sa haute toiture à débord destinée à abriter les voyageurs. La halte comprend un quai de voyageurs, une fosse à piquer avec une voie de garage et une voie d’évitement avec les leviers manuels des aiguillages. Un logement et un hangar sont greffés derrière le quai et abritent une locomotive Schneider datée de 1885 et un car « courant d’air ». Le bâtiment de la gare fait l’objet d’un classement au titre des monuments historiques depuis le 22 octobre 1998.
La locomotive à vapeur no 8, type 030T à voie métrique, construite par Schneider et Cie au Creusot en 1878 est visible aussi sur ce site. Elle était auparavant exposée devant la bibliothèque de Saint-Denis. Elle est abritée dans une partie du tunnel côté Saint-Denis. La locomotive est classée au titre objet des Monuments historiques par arrêté du 26 avril 1994.
Les autres gares toujours visibles sont la gare de L'Étang-Salé, la gare de Saint-Denis, la gare de Saint-Leu, la gare de Saint-Pierre et la gare de Sainte-Suzanne. Par ailleurs, de nombreux ouvrages d'art sont aussi visibles dans l'île. Cependant, beaucoup sont laissés à l'abandon,.
Le projet de tram-train défendu par la Région Réunion mais abandonné en 2010 ne s'appuyait pas sur le même tracé et les infrastructures existantes. Il en est de même pour le projet de tramway de La Réunion lancé en 2018.

## Dans la culture réunionnaise

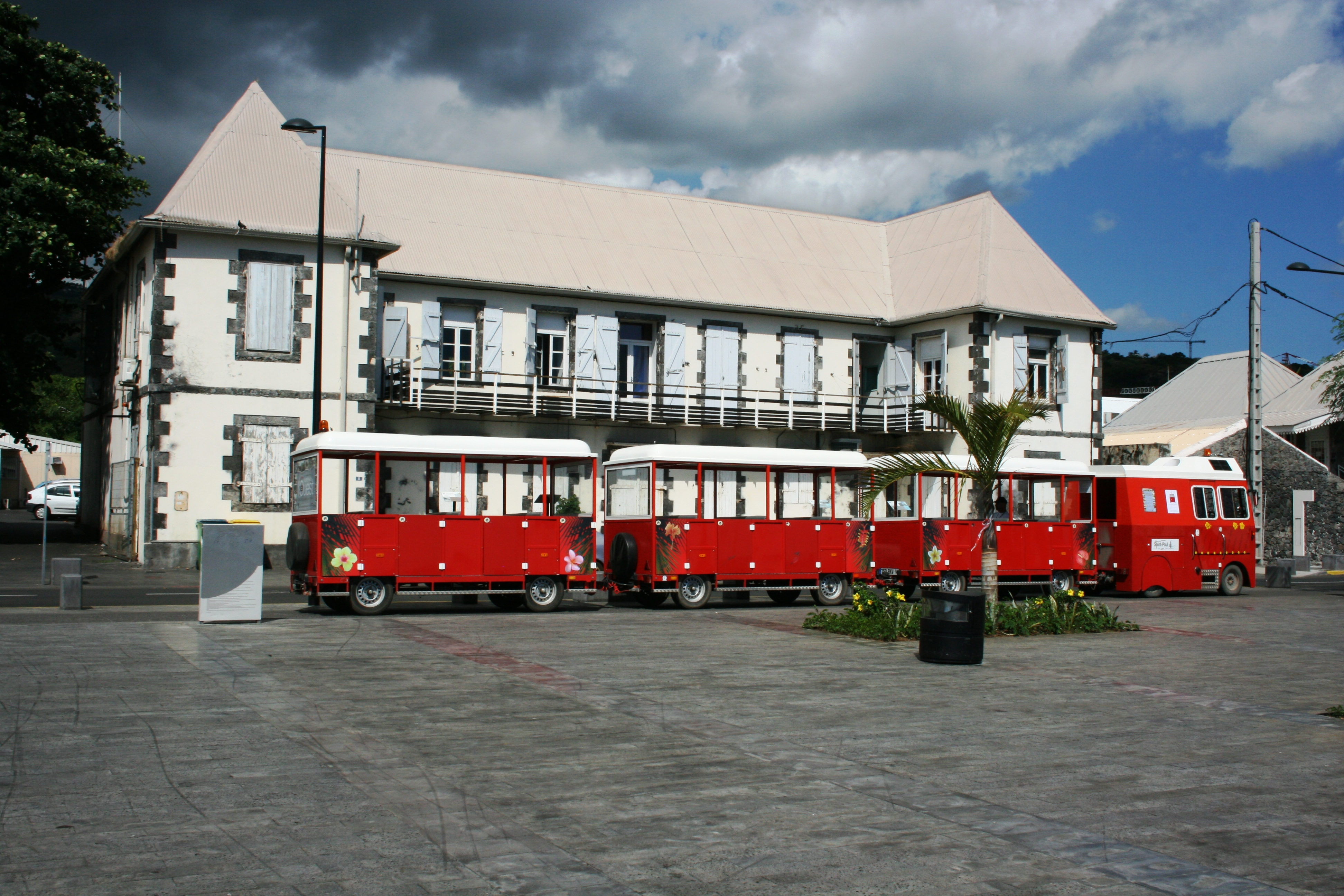
Le ti'train Rosalie devant l'hôtel Laçay à Saint-Paul

- L'temps C.P.R. est le titre d'un poème écrit en 1978 par le poète Jean Albany en créole réunionnais [15].
- En 1981, le chemin de fer a inspiré plusieurs ségas aux musiciens locaux : Souv'nir ti train de Maxime Laope [16] ; Séga le train de la formation Tropicadero pour la pièce Lepervenche [17] ; Ti train longtemps de Jules Joron.

- Le chemin de fer est aussi un classique de la pâtisserie réunionnaise : c'est un gâteau roulé à la crème vanillée, entièrement recouvert de sucre rouge[18].

- De 2008 à 2017, un avatar du Billard, le ti'train Rosalie, a transporté nombre de touristes entre l'Hermitage et Saint-Paul, proposant des circuits touristiques commentés, le long du littoral ou du Tour des roches[19].
- En 2019, Jocelyne Le Bleis publie un roman, Des fenêtres sur l'océan, à propos du percement des tunnels ferroviaires par les ouvriers piémontais[20].
- Une exposition est présentée aux Archives départementales, de septembre 2022 à juin 2024[21].